# Billie Eilish: The World's a Little Blurry
Billie Eilish: The World's a Little Blurry é um documentário americano dirigido por R.J. Cutler e centrado na cantora e compositora Billie Eilish. O filme revela os bastidores do processo de criação do primeiro álbum de estúdio de Eilish, When We All Fall Asleep, Where Do We Go?, com o título referenciando a letra da música "Ilomilo". Foi lançado em 26 de fevereiro de 2021 na Apple TV+ e em alguns cinemas. O filme foi anunciado oficialmente por meio dos perfis de mídia social de Eilish, em 28 de setembro de 2020, mas desenvolveu hype e atenção no final de 2019, especialmente depois que ela o discutiu em várias entrevistas à imprensa no início de 2020. De acordo com o The Hollywood Reporter, em dezembro de 2019, o filme valia $ 25 milhões antes de ser comprado pela Apple TV+ e foi desenvolvido com um orçamento entre 1 e 2 milhões de dólares.

## Sinopse
O filme começa durante o sucesso da canção "Ocean Eyes" de Eilish, que ganhou viralidade no SoundCloud e começou a receber airplay nas rádios. Três anos depois de gravar a música, Billie está em turnê, apresentando-se em um pequeno local em Salt Lake City. Depois de ver um fã sendo carregado depois de se machucar, ela lembra ao público que eles precisam estar bem porque eles são a razão de ela estar bem. Billie explica que ela não se refere a seus fãs como "fãs", mas sim como uma parte dela, e que ela reconhece seu público como pessoas que estão passando por momentos difíceis assim como ela.
Billie e seu irmão Finneas estão no quarto desta gravando a música "Bury a Friend". Billie mostra para a câmera um caderno contendo desenhos e letras, além de ideias para seus videoclipes. A mãe de Billie, Maggie, ajuda Billie a mostrar sua ideia para o videoclipe da música "When the Party's Over". Na filmagem do vídeo, Billie fica frustrada devido a vários erros. Após a filmagem, Billie explica que deseja dirigir o resto de seus videoclipes sozinha. Mais tarde, Billie e Finneas gravam a introdução do álbum que envolve o Invisalign de Billie e discutem o processo de gravação da música "Bad Guy". A câmera então mostra Billie depois de passar no teste de licença de motorista. Billie diz que seu carro dos sonhos é um Dodge Challenger preto fosco.
Billie e Finneas praticam a música "I Love You" no quarto. Mais tarde, eles estão gravando a música "My Strange Addiction". Billie e sua equipe discutem o término do álbum e a gravação do restante das músicas. Billie e Finneas gravaram a música "Todas as boas meninas vão para o inferno", que Billie descreve como "horrível". Billie expressa frustração com o tempo que resta para terminar o álbum, enquanto critica seu próprio jeito de cantar. Durante a gravação da música "Wish You Were Gay", Billie e Finneas discutem sobre o conceito de acessibilidade em sua música; isso leva a uma discussão na cozinha envolvendo Maggie. Billie expressa seu ódio por composições. Depois de finalmente terminar o álbum, Billie aparece no Kevin & Bean Show e mostra um vídeo mostrando seu amor por Justin Bieber aos 12 anos de idade.
Billie se encontra com seu namorado "Q" em um show onde ela canta "Lovely" com Khalid. Depois de filmar a capa do álbum, Billie é presenteada com um Dodge Challenger preto fosco como um presente de seu aniversário de 17 anos. Durante uma turnê pela Europa, a mãe de Billie expressa preocupação com a música "Xanny" devido ao seu tópico de drogas. Enquanto Billie olha para o material promocional do álbum, ela sofre um grande ataque de tique devido à sua síndrome de Tourette. Depois de cantar a música "Copycat" em um show, Billie está lidando com uma grande dor nas pernas devido aos pulos excessivos em seus shows. Billie revela como os ferimentos acabaram com sua carreira de dançarina quando ela era mais jovem.
Depois de voltar para casa, Billie começa a curar suas pernas antes das próximas apresentações. O empresário de Billie liga para ela para falar sobre como Justin Bieber quer gravar um remix da música "Bad Guy". Enquanto isso, o álbum se torna um sucesso estrondoso, alcançando o primeiro lugar em vários países e recebendo uma recepção positiva da crítica. Finneas mostra a Billie sua página do Spotify e como suas canções geraram centenas de milhões de reproduções. Billie e sua família conhecem Katy Perry e Orlando Bloom nos bastidores do Coachella. Katy dá conselhos a Billie e diz que ela pode ligar se precisar de alguma coisa. Billie se apresenta e não está impressionada com sua performance devido a dificuldades técnicas e por esquecer a letra da música "All the Good Girls Go to Hell". Ela liga para "Q" e pede a ele para vir vê-la, mas ele a ignora, o que Billie responde jogando seu telefone no chão. Durante o set de Ariana Grande, Justin Bieber surpreende Billie e eles se encontram pela primeira vez. Logo depois, Billie tira sua carteira de motorista.
Enquanto continua a turnê, Billie revela que ela e "Q" terminaram devido a seus problemas contínuos. Billie fica super emocional durante e depois de uma performance de "I Love You". Depois disso, Billie fica com raiva depois de ser forçada a encontrar várias pessoas da mídia que ela considera "aleatórias". Na estrada, Billie expressa aborrecimento com os comentários feitos a partir do incidente e afirma que não quer ser vista negativamente pelos fãs. Em um show em Milão, Billie torceu o tornozelo no início da apresentação, o que a deixou sem graça. Ela se desculpa com o público e diz que prefere não dar um show a eles do que dar um show medíocre. Billie continua a reabilitar suas pernas enquanto grava a música "No Time to Die" para o novo filme de James Bond de mesmo nome. Mais tarde, Billie revela que ela costumava cortar os pulsos com lâminas no banheiro em uma idade mais jovem, mostrando várias palavras escritas em seu caderno e também na parede.

Um dia, os pais de Billie a acordam para revelar as indicações dela e de Finneas para o 62º Grammy Awards, que inclui Billie sendo indicada para todas as quatro categorias principais (Gravação do Ano, Canção do Ano, Álbum do Ano, e Melhor Novo Artista). Durante um passeio no carro, Billie exclama que a vida é boa. Vários eventos são mostrados, como Billie comemorando seu 18º aniversário, dirigindo o videoclipe para a música "Everything I Wanted" e ganhando 5 Grammys ao se tornar a artista mais jovem da história a vencer todas as quatro categorias principais. Billie recebe uma ligação de Justin Bieber, que a parabeniza. O filme termina mostrando Billie cantando "Ocean Eyes", a música que iniciou sua carreira.